# Tronville-en-Barrois

Tronville-en-Barrois este o comună în departamentul Meuse din nord-estul Franței. În 2010 avea o populație de 1.568 de locuitori.

## Evoluția populației
| An        | 1975  | 1982  | 1990  | 1999  | 2006  | 2010  |
| --------- | ----- | ----- | ----- | ----- | ----- | ----- |
| Populație | 2.071 | 2.364 | 2.111 | 2.036 | 1.692 | 1.568 |